# Mecyclothorax quadratus
Mecyclothorax quadratus är en skalbaggsart som beskrevs av Britton 1948. Mecyclothorax quadratus ingår i släktet Mecyclothorax och familjen jordlöpare. Inga underarter finns listade i Catalogue of Life.